# Michael Lampel
Michael Lampel (* 14. Januar 1964 in Wiener Neustadt, Niederösterreich) ist ein österreichischer Politiker (SPÖ). Lampel war von 2010 bis 2015 aus dem Burgenland entsandtes Mitglied des österreichischen Bundesrats und während dieser Zeit von Jänner bis Juni 2014 Präsident des Bundesrats.

## Leben
Lampel wuchs in Neufeld an der Leitha im Burgenland heran. Hier besuchte er von 1970 bis 1978 die Volks- und Hauptschule, ehe er nach Eisenstadt ging, wo er bis 1982 Schüler der dortigen Bundeshandelsschule war.
Nach seinem Präsenzdienst, den er von 1982 bis 1983 ableistete, fand Lampel Arbeit als Fahrdienstleiter bei der Raab-Oedenburg-Ebenfurter Eisenbahn. 1990 wurde er Leitender Beamter, zunächst was die Agenden des Güterverkehrs, ab 1996 zusätzlich was den Bereich Personenverkehr anbelangte.

## Politik
Seine politische Karriere begann 2002, als er für die SPÖ in den Gemeinderat von Neufeld an der Leitha einzog. Nach zwei Jahren wurde er 2004 Stadtrat, ehe er 2006 zum Bürgermeister von Neufeld an der Leitha gewählt wurde. Seit 2008 bekleidet Lampel zusätzlich die Funktion des stellvertretenden Bezirksparteivorsitzenden der SPÖ im Bezirk Eisenstadt-Umgebung.
Seit Juni 2010 war Michael Lampel vom Burgenländischen Landtag entsandtes Mitglied des österreichischen Bundesrats in Wien. Am 1. Jänner 2014 wurde Lampel gemäß dem Rotationsprinzip des Bundesrats dessen Präsident für das erste Halbjahr 2014. Nach der Landtagswahl im Burgenland 2015 schied Lampel aus dem Bundesrat aus.
Michael Lampel ist Obmann des Fußballvereins ASV Neufeld.